# Élection présidentielle américaine de 1968 en Floride
L'élection présidentielle américaine de 1968 en Floride a lieu le 5 novembre 1968 comme dans les 49 autres États qui composent alors les États-Unis ainsi que le district de Columbia. Les électeurs floridiens choisissent des grands électeurs pour les représenter dans le collège électoral à travers un vote populaire. La Floride dispose en 1968 de 14 grands électeurs. L'État donne l'ensemble de ses grands électeurs au candidat du Parti républicain , l'ancien vice-président des États-Unis Richard Nixon. 
Le candidat vainqueur de ce scrutin dans tout le pays sera également Nixon, qui occupera la présidence des États-Unis du 20 janvier 1969 au 9 août 1974, ayant été réélu en 1972.